# 紙屋院
紙屋院（かみやいん）は律令制における図書寮の別所（付属機関）で朝廷で用いる紙の製造を扱った。「紙屋」と略する場合もある。

## 概要
朝廷などで公私の用向きに充てる新規の和紙や中古和紙である漉返紙（宿紙）などの製造にあたった。
紙屋院で作られた和紙は紙屋紙と呼ばれて、神亀5年（728年）にその名称が見られる（「正倉院文書」）。養老律令によれば、図書寮に属した技術者にあたる造紙手（ぞうししゅ）4名とその下で働く品部の紙戸が山背国（後の山城国）に50戸置かれていた。
平安京遷都に伴い、北野・平野の天神川（紙屋川）沿いに移されて設備の充実が図られた。延喜式によれば、布紙・穀紙・麻紙・斐紙・苦参紙など毎年合わせて2万枚を漉いて内蔵寮に納める規定となっていた。
南北朝時代に紙屋院そのものは廃絶したが、その職人と技術はそのまま京都における製紙業者に引き継がれ、蔵人所を本所として結成した紙座（和紙の製造・販売者による座）である宿紙上座は、その流れを汲んでいるとされている。